# Johann Heinrich Unkraut

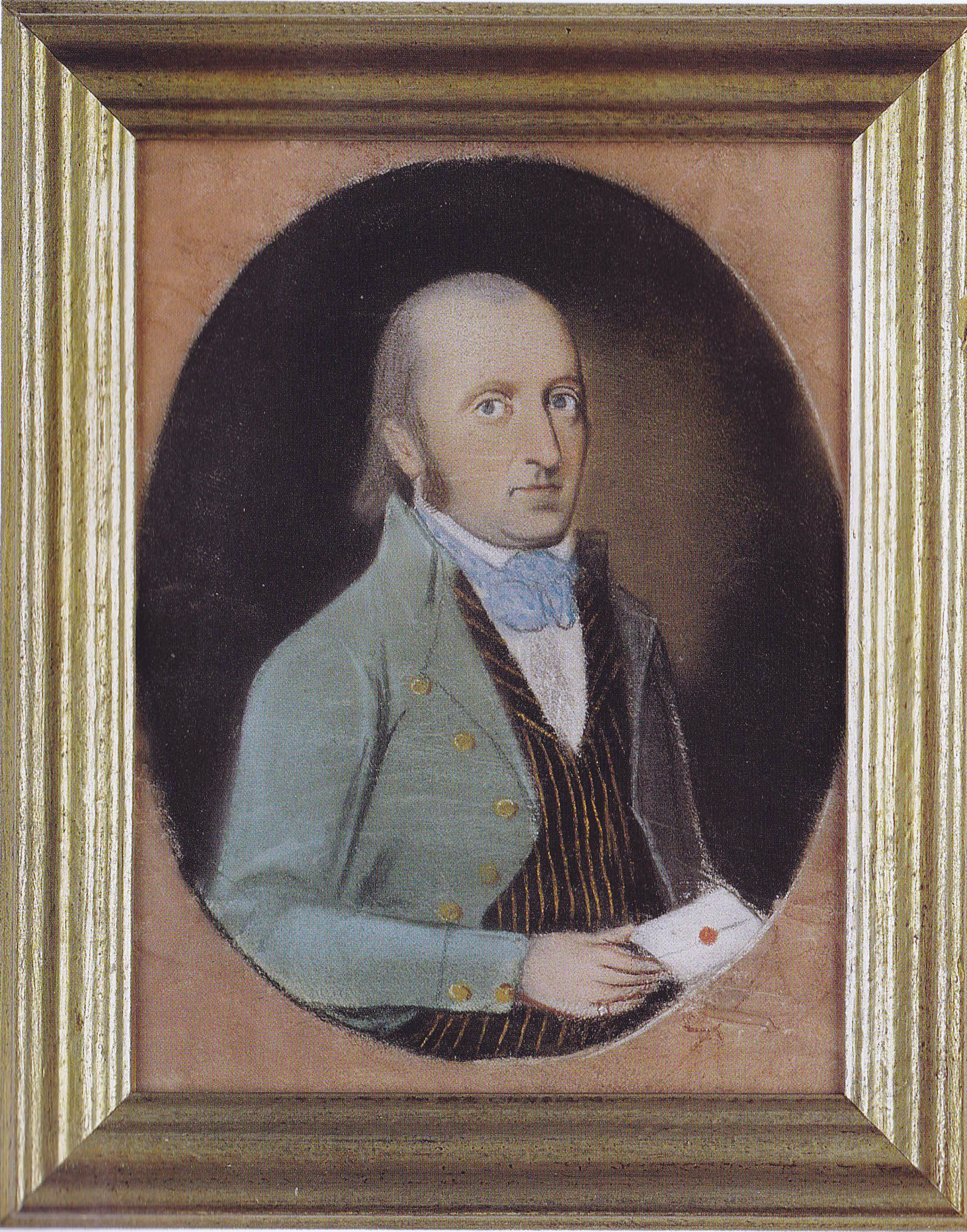
Johann Heinrich Unkraut, Pastell um 1801

Johann Heinrich Unkraut (* 24. April 1758 in Brilon; † 18. September 1815 ebenda) war Gewerke und Bürgermeister in Brilon.
Sein Vater war der Gewerke  Caspar Heinrich Unkraut, sein Stiefvater war der Gewerke und Bürgermeister Johann Hermann Theodor Lysen. Seine Mutter war Eva Elisabeth Lysen, verwitwete Unkraut, geb. Kannegießer. Am 19. Oktober 1784 heiratete er in zweiter Ehe die Anna Maria Sabina Kannegießer, in zweiter Ehe heiratete er 1794 Maria Charlotte Catharina von Germeten aus Volkmarsen.
Unkraut war mit drei Sechzehnteln an der Hoppecker Hütte (südlich von Brilon) beteiligt, auch an anderen Unternehmen hatte er Anteile. Er hatte als Leiter der Hoppecker Hütte nach längerer Unterbrechung wieder den Guss von Öfen aufnehmen lassen. Die von ihm gemachten Eintragungen im Hüttenbuch in Hoppecke sind heute eine wertvolle wirtschafts- und sozialgeschichtliche Quelle. Die zu seiner Zeit gegossenen Stücke trugen das Gewerkezeichen IHVK oder HVK.
Ab 1795 war er für mehrere Jahre Bürgermeister der Stadt Brilon, er war einer der beiden ersten Bürgermeister, die durch das Votum der Bürger gewählt wurden. 1805 trat er zurück, die Gründe sind nicht bekannt.
Unkraut bestimmte an seinem Todestag seine Frau und seine vier Kinder zu seinen Erben. Die Witwe mehrte durch Umsicht und Tatkraft das Vermögen. Der Sohn Richard Unkraut übernahm 1824 die Geschäftsführung.